# Danny Welbeck
Daniel Nii T. M. "Danny" Welbeck (Longsight, Manchester, 1990. november 26. –) angol labdarúgó, a Brighton & Hove Albion játékosa. Magassága és játékstílusa miatt gyakran hasonlítják Emmanuel Adebayorhoz és Nwankwo Kanuhoz.

## Pályafutása

### Manchester United
A ghánai szülőktől származó Welbeck a 2005/06-os szezonban csatlakozott a Manchester Unitedhez. 2006. április 8-án mutatkozhatott be az U18-as csapatban egy Sunderland elleni meccsen. Ezután csereként kapott lehetőséget, majd a szezon utolsó két meccsét a kispadról nézte végig. A következő idényben 28 alkalommal léphetett pályára az ifik között és kilenc gólt szerzett. Ebből egyet az FA Youth Cupban (a fiatalok FA Kupájában), ahol sokat segített csapatának, hogy a döntőig jusson, bár a csapat legtöbb játékosnál fiatalabb volt két évvel.
Welbeck 2007 nyarán szerződést kapott a klubtól. A szezont még az ifik között kezdte, de hamarosan felkerült a tartalékokhoz. 2008 januárjában az első csapatba is meghívták, hogy játsszon az el-Hilál ellen Sam Al-Jaber búcsúmeccsén. Ezen a találkozón be is mutatkozhatott a felnőttek között, amikor a 65. percben csereként váltotta Andersont. Gólt is szerezhetett volna, miután kiharcolt egy büntetőt, de a kapu fölé lőtt.
2008. január 25-én Sir Alex Ferguson egy nyilatkozatában elmondta, hogy Welbeck a szezon hátralévő részére az első csapat keretében marad. Február 9-én pedig már arról beszélt, hogy talán a Manchester City elleni rangadón is bizalmat szavaz a tehetséges csatárnak, sőt utalásokat tett rá, hogy kezdőként léphet majd pályára. Ennek ellenére Welbeck még a keretből is kimaradt.
Welbeck először 2008. szeptember 23-án lépett pályára tétmeccsen a Unitednél. A Middlesbrough elleni Ligakupa-meccsen kezdőként kapott lehetőséget. Gólt nem szerzett a 3-1-re megnyert meccsen, de a harmadik percben nagyon közel került hozzá. A következő körben ismét lehetőséghez jutott, ezúttal a Qeens Park Rangers ellen, amikor a 72. percben váltotta Rodrigo Possebont. Nem sokkal beállása után kiharcolt egy büntetőt, melyet Carlos Tévez értékesített, ezzel nyertek 1-0-ra a Vörös Ördögök. Welbeck 2008. november 15-én a Stoke City ellen, csereként beállva a Premier League-ben is bemutatkozhatott. A debütálása remekül sikerült, hiszen körülbelül 25 méterről hatalmas erővel a kapuba lőtte a labdát. A találkozó 5-0-s végeredménnyel zárult a manchesteriek javára.
2009. január 4-én, egy Southampton elleni FA Kupa-meccsen lépett pályára legközelebb a felnőtt csapatban. A 3-0-s végeredménnyel záruló találkozón ő szerezte az első gólt. Később a Derby Countynak is lőtt egy gólt a Ligakupában.2010 január 25-én kölcsönadták a másodosztályú Preston North End FCnek.

### Arsenal
2014.szeptember.1-én 16 millió fontért az Arsenalhoz igazolt.

### A válogatottban
Welbeck 2005 októberében mutatkozott be az angol U16-os válogatottban Wales ellen a Victory Shieldben. Ezután egy korosztállyal feljebb került és Szerbia ellen szerzett nagyon fontos góljával sokat segített a csapatnak, hogy kijusson a 2007-es U17-es Eb-re. Ott végül az angolok második helyen zártak Spanyolország ellen. Ezzel a csapat automatikusan kvalifikálta magát a 2007-es U17-es vb-re. Ott Welbeck két gólt szerzett Új-Zéland ellen.
Welbecket 2008 nyarán az U19-es Eb-re is nevezték, de végül nem vett részt a rendezvényen. Az U19-es válogatottban végül 2008. szeptember 9-én mutatkozhatott be Hollandia ellen. 2009. február 10-én, Ecuador ellen kapott először lehetőséget az U21-es angol válogatottban. A 2009-es U21-es Eb-n is részt vehetett volna, de egy sérülés miatt kikerült az angol keretből.

## Sikerei, díjai

### Manchester United
- Ligakupa-győztes: 2009
- FIFA-klubvilágbajnok: 2008
- Angol Szuperkupa-győztes: 2011